# Pleurodema
Pleurodema és un gènere de granotes de la família Leptodactylidae que es troba a Sud-amèrica.

## Taxonomia
- Pleurodema bibroni
- Pleurodema borellii
- Pleurodema brachyops
- Pleurodema bufonina
- Pleurodema cinerea
- Pleurodema diplolistris
- Pleurodema guayapae
- Pleurodema kriegi
- Pleurodema marmorata
- Pleurodema nebulosa
- Pleurodema thaul
- Pleurodema tucumana